# Techniki propagandowe
Do generowania propagandy wykorzystuje się szereg technik opartych merytorycznie na manipulacji i technikach manipulacji. Wiele z tych samych technik można zaklasyfikować jako techniki manipulacji, ale również i błędy logiczne, ponieważ propagandziści używają argumentów, które – choć czasem przekonujące – niekoniecznie muszą być prawdziwe.

## Charakter

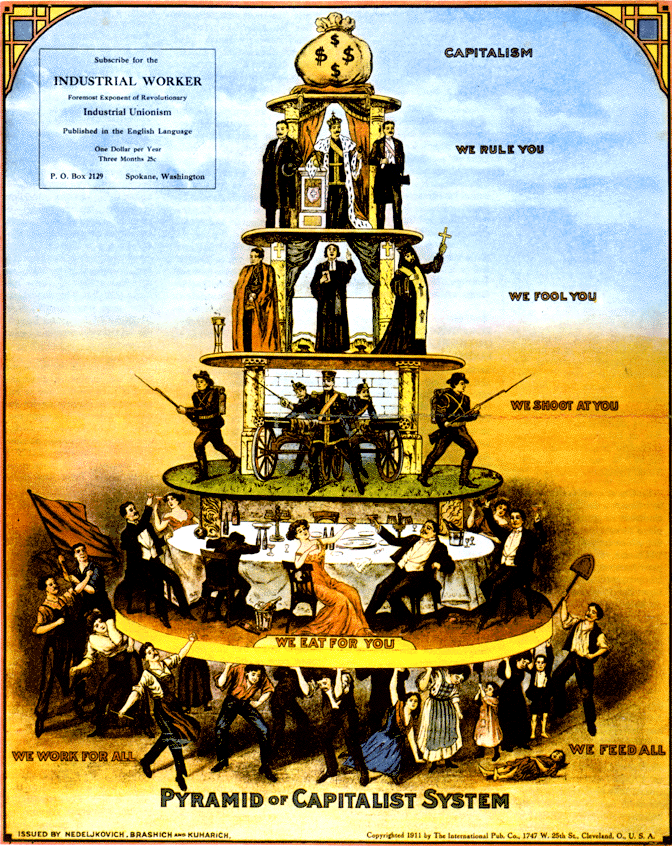
Piramida systemu kapitalistycznego

### Definicja
Garth S. Jowett i Victoria O'Donnell definiują propagandę jako „celową, systematyczną próbę kształtowania postrzegania, manipulowanie poznaniem, a także bezpośrednie działania w celu uzyskania reakcji pożądanej przez propagandzistę”. Definicja Harolda D. Laswella bierze na cel jeszcze dokładniej aspekt techniczny propagandy:
„Propaganda w najszerszym tego słowa znaczeniu to technika wywierania wpływu na ludzkie działania poprzez manipulowanie symbolami. Symbole te mogą przybrać formę mówioną, pisaną, obrazową lub muzyczną.”
Manipulacja może być zorganizowana lub niezorganizowana, świadoma lub nieświadoma, motywowana politycznie lub społecznie. Pojęcie to obejmuje szerokie spektrum działań: od systematycznej propagandy państwowej, poprzez manipulowanie opinią publiczną (Edward Bernays), aż do „propagandy socjologicznej” (propaganda integracji), w której nieświadome pragnienie manipulacji oraz auto-manipulacja prowadzą jednostkę do przystosowania się do społecznie oczekiwanych myśli i zachowań (Jacques Ellul).
Przejście od działań nie-propagandowych do działań propagandowych jest płynne. Skuteczna manipulacja zakłada posiłkowanie się działaniami niemającymi charakteru manipulacji w celu zwielokrotnienia jej efektu. Dlatego też stosowanie działań szczerych i prawdziwych nie oznacza, że całość przekazu nie jest zręcznie skonstruowaną manipulacją.

### Klasyfikacja
Propaganda jest rozumiana jako forma manipulacji opinią publiczną. Jej kluczową cechą jest użycie symboli. Jak pisał John Scott, „Propaganda jest główną formą manipulacji poprzez symbole”. Dlatego też propaganda jest formą komunikacji badaną w ramach nauk o mediach i komunikacji, a zwłaszcza w badaniach wpływu mediów – koncentrując się na manipulacji mediami. Propaganda jest szczególnym rodzajem komunikacji charakteryzującym się zniekształcaniem reprezentacji rzeczywistości.

### Manipulacja i media
Do popularnych mediów używanych do przesyłania komunikatów propagandowych należą m.in. wiadomości, raporty rządowe, rewizja historyczna, śmieciowa nauka, książki, ulotki, filmy, media społecznościowe, radio, telewizja i plakaty. Mniej powszechne są współcześnie bezpośrednie listy z materiałami propagandowymi. W przypadku radia i telewizji propaganda może istnieć w wiadomościach, bieżących wydarzeniach lub segmentach talk-show, jako „spoty” reklamowe lub ogłoszenia o usługach publicznych lub jako długookresowe spoty reklamowe. Kampanie propagandowe często stosują strategiczny wzorzec transmisji w celu indoktrynacji grupy docelowej. Przykładem takiego działania jest ulotka upuszczona z samolotu lub reklama w mediach. Zasadniczo wiadomości tego typu będą zawierać wskazówki, jak uzyskać więcej informacji za pośrednictwem strony internetowej, gorącej linii, programu radiowego itp. Strategia ta ma na celu zainicjowanie zmiany charakteru jednostki poprzez indoktrynację: od odbiorcy informacji do osoby poszukującej informacji, a następnie od osoby poszukującej informacji do lidera opinii.
Strategie rozpowszechniania informacji stają się strategiami propagandowymi tylko w połączeniu z przekazami propagandowymi. Zidentyfikowanie tych komunikatów jest niezbędnym warunkiem do zbadania metod ich rozpowszechniania.

Francuski plakat propagandowy z okresu II wojny światowej

### Propaganda w psychologii
Niektóre techniki propagandowe są kategoryzowane, analizowane i interpretowane w ramach psychologii politycznej, szczególnie psychologii masowej, psychologii społecznej i psychologii poznania, która analizuje zniekształcenia poznawcze.
W odniesieniu do konfliktów politycznych i wojskowych propagandę postrzega się jako część wojny psychologicznej i wojny informacyjnej, które zyskują szczególne znaczenie w dobie wojny hybrydowej i cybernetycznej.

### Retoryka i logika
Niektóre techniki są klasyfikowane jako błędy logiczne, ponieważ propaganda wykorzystuje argumenty, które mogą mieć poprawne założenia psychologiczne, ale które są logicznie nieważne.
W retoryce i dialektyce są one postrzegane jako sofizmaty, fortele i podstępy erystyczne.

## Typy propagandy
Henry T. Conserva zebrał 89 technik propagandowych i sklasyfikował je w ramach siedmiu następujących typów:
1. Stosowanie błędnej logiki
2. Wybiegi erystyczne i dywersja
3. Odwoływanie się do emocji
4. Używanie fałszu i oszustwa
5. Gra na ludzkich skłonnościach behawioralnych i ograniczonych zdolnościach wnioskowania
6. Stosowanie propagandowego stylu mówienia lub pisania
7. Argumentowanie na zasadzie „zdrowego rozsądku”

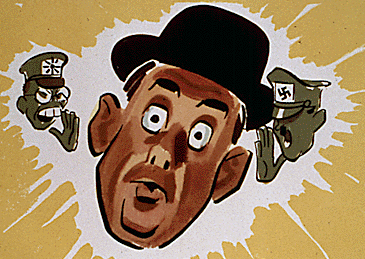
Hirohito i Adolf Hitler sieją propagandę na plakacie antypropagandowym z okresu drugiej wojny światowej

## Przykładowe techniki

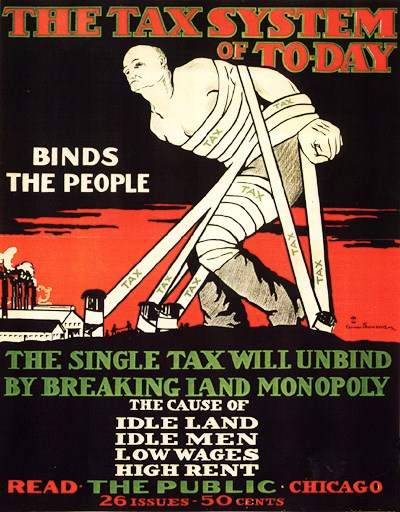
Antypodatkowy plakat propagandowy z początku XX wieku

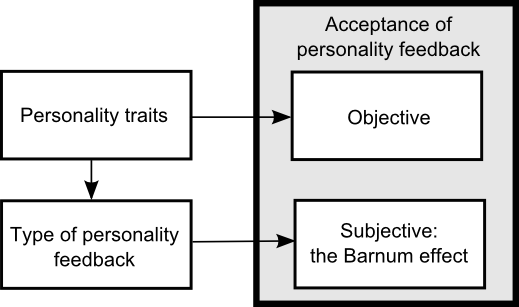
Model efekt horoskopowy (Barnuma) wykorzystywanego w technikach propagandowych

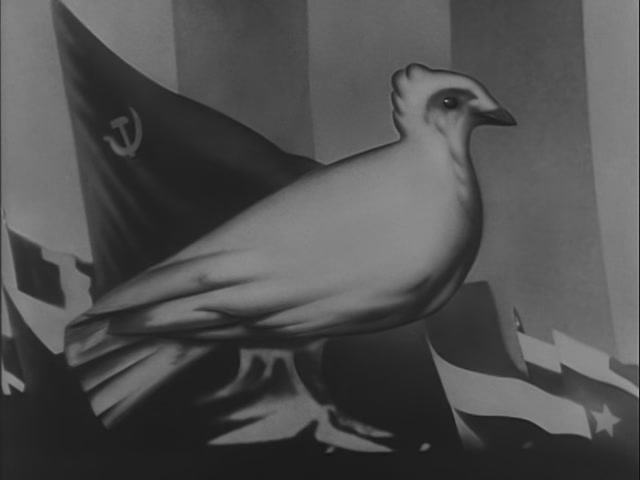
Wielkie kłamstwo, amerykański antykomunistyczny film propagandowy z 1951 roku

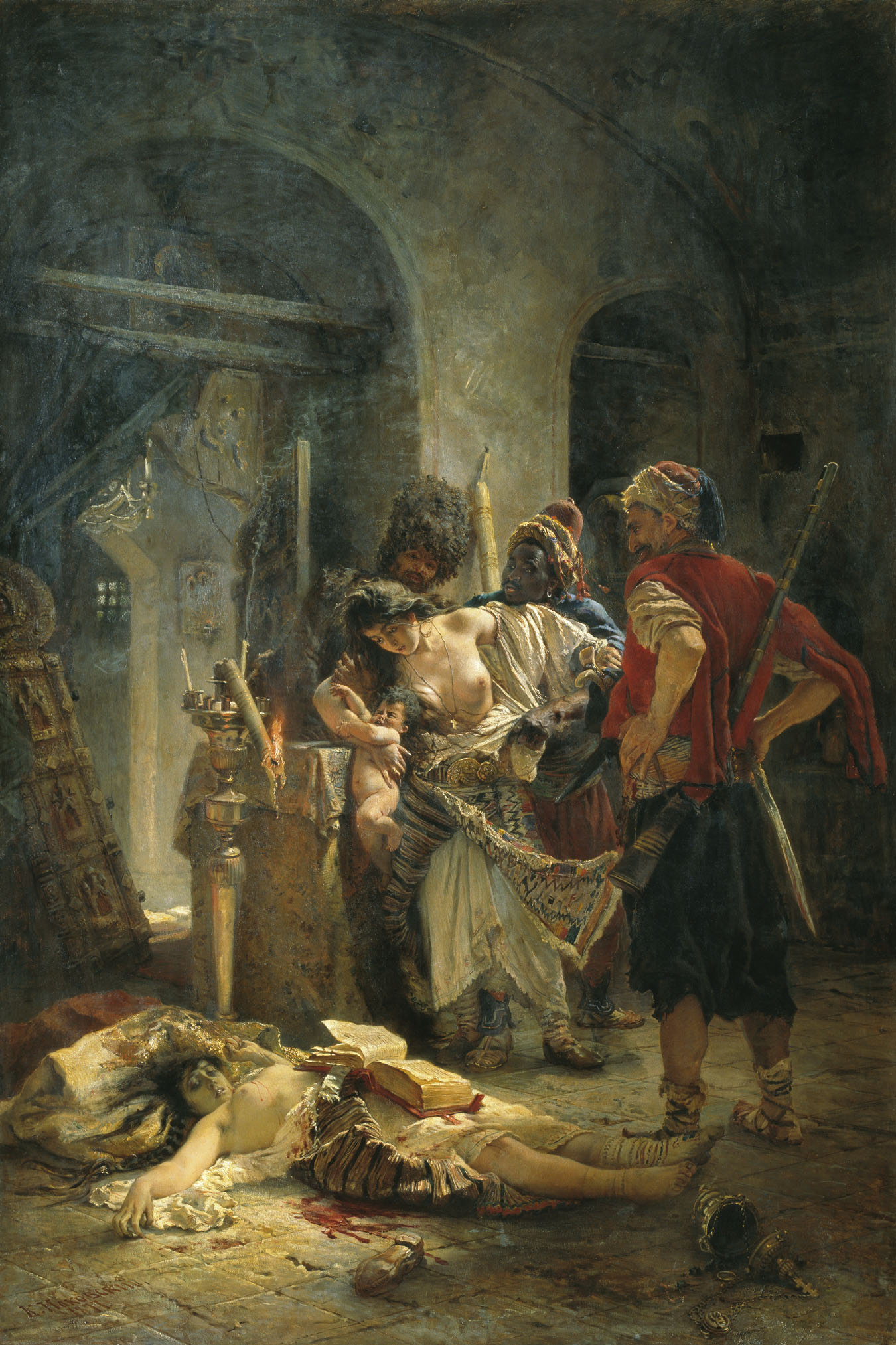
„Bułgarskie męczenniczki”, 1877. Obraz rosyjskiego malarza Konstantina Makowskiego, przedstawiający gwałt na bułgarskich kobietach przez wojska osmańskie podczas stłumienia powstania kwietniowego rok wcześniej, służył mobilizacji poparcia społecznego dla wojny rosyjsko-tureckiej (1877–1878) prowadzony z ogłoszonym celem wyzwolenia Bułgarów.

Akademicy zidentyfikowali wiele standardowych technik wykorzystywanych w propagandzie i perswazji.
Ad hominem
Łaciński termin, który oznacza bezpośrednie atakowanie przeciwnika, a nie krytykę jego argumentów.
Ad nauseam
Wykorzystanie ciągłego powtarzania pewnej idei. Pewna idea, na przykład wyjątkowo prosty slogan, powtarzany jest wiele razy – i od pewnego momentu może zacząć być uważany za prawdę. Podejście to jest bardzo skuteczne, gdy ma się kontrolę nad mediami.
Agenda-setting
To technika nadawania wagi danym tematom, na przykład tym związanym z porządkiem publicznym. Jeśli informacja podawana jest często i wyróżnia się na tle innych, odbiorcy uznają ją za ważniejszą.
Argumentum ad metum
Zwane również argumentum in terrorem, czyli potocznie wykorzystanie strachu w budowaniu komunikatu propagandowego. Budowanie poparcia poprzez wzbudzanie niepokoju i paniki w populacji. Dla przykładu Joseph Goebbels wykorzystał książkę Theodore Kaufman „Niemcy muszą zginąć!”, aby twierdzić, że alianci dążyli do eksterminacji narodu niemieckiego.
Argumentum ad populum
Często nazywany bandwagon. Pozamerytoryczny sposób argumentowania, w którym mówca odwołuje się do gustów, upodobań i przesądów tłumu. Komunikaty w tym stylu próbują przekonać docelową publiczność do przyłączenia się i podjęcia działań, które „wszyscy inni podejmują”.
Apelowanie do autorytetu
Apele do autorytetów cytują wybitne postacie w celu uzyskania poparcia stanowiska, idei, argumentów lub kierunku działania.
Bombardowanie miłością
Służy do rekrutowania członków kultu lub ideologii, gdy grupa osób odcina osobę od istniejącego wsparcia społecznego i zastępuje ją całkowicie członkami grupy, która celowo bombarduje tę osobę komunikatami sympatii, próbując odizolować osobę od jej poprzednich przekonań i systemu wartości.
Błąd formalny
Rodzaj logicznego błędu, w którym wyciąga się wniosek z argumentu, który go nie usprawiedliwia. Wszystkie niepoprawne argumenty można uznać za specjalne przypadki błędu formalnego (non sequitur).
Celowe niejasności
Uogólniania są celowo niejasne, aby publiczność mogła wykrystalizować własne interpretacje. Chodzi o to, aby poruszyć odbiorców za pomocą niezdefiniowanych fraz, bez analizowania ich słuszności lub próby ustalenia ich racjonalności i zastosowania. Chodzi o to, aby ludzie narysowali własne interpretacje, zamiast przedstawić im konkretny pomysł. Próbując „rozgryźć” propagandę, odbiorcy rezygnują z oceny przedstawionych pomysłów. Ich ważność, zasadność i zastosowanie mogą być jednak nadal brane pod uwagę.
Cytowanie poza kontekstem
Selektywna edycja cytatów, które mogą zmieniać znaczenie. Dokumenty polityczne mające na celu zdyskredytowanie przeciwnika lub przeciwnego poglądu politycznego często wykorzystują tę technikę.
Demonizowanie wroga lub dehumanizacja
Sprawianie, że poprzez sugestie lub fałszywe oskarżenia osoby z przeciwnego narodu, z innej grupy etnicznej lub te, które popierają przeciwny punkt widzenia, wydają się być podludzkie (np. termin „gooks” oznaczający żołnierzy wietnamskich z czasów wojny w Wietnamie), bezwartościowe lub niemoralne. Dehumanizacja jest również terminem używanym synonimicznie z demonizacją, ta druga zwykle służy jako aspekt tej pierwszej.
Demoralizacja
Propaganda skierowana na przeciwnika, której celem jest zniszczenie ducha walki i zachęcenie do poddania się lub ucieczki.
Dezinformacja
Tworzenie lub usuwanie informacji z rejestrów publicznych w celu dokonania fałszywego zapisu zdarzenia lub działań osoby lub organizacji, w tym całkowite fałszowanie zdjęć, filmów, audycji i nagrań dźwiękowych, a także drukowanych dokumentów.
Dołącz do tłumu
Ta technika wzmacnia naturalne pragnienie bycia po zwycięskiej stronie. Technikę tę stosuje się, aby przekonać zainteresowanych, że proponowany program jest wyrazem nieodpartego masowego ruchu i że w najlepszym interesie zainteresowanego leży do niego przystąpienie.
Dziel i rządź
Mechanika dziel i rządź w polityce i socjologii zakłada zyskanie i utrzymanie władzy poprzez rozbicie większych koncentracji władzy na części, które indywidualnie mają mniej władzy niż ta realizująca odgórną strategię.
Dyktat
Technika ta ma na celu uproszczenie procesu decyzyjnego poprzez użycie obrazów i słów, tak aby powiedzieć odbiorcom dokładnie, jakie działania należy podjąć i wyeliminować wszelkie inne możliwe wybory. Autorytety mogą być wykorzystane do wydania poleceń lub rekomendacji. Często wykorzystuje równolegle mechanikę zaufania do autorytetu. Obraz wuja Sama „I want you” jest przykładem tej techniki.
Dysonans poznawczy
Ludzie chcą być konsekwentni. Załóżmy, że ankieter stwierdził, że pewna grupa ludzi nienawidzi swojego kandydata na senatora, ale kocha aktora A. Prowadzący kampanię wykorzystuje poparcie swojego kandydata przez aktora A, aby zmienić zdanie ludzi, ponieważ ludzie nie mogą tolerować niekonsekwencji – są zmuszeni albo nie lubić aktora, albo kandydata.
Dysfemizm i eufemizm
Eufemizm jest ogólnie nieszkodliwym słowem lub wyrażeniem używanym zamiast tego, które może być uznane za obraźliwe lub sugerować coś nieprzyjemnego. Eufemizm stosuje się, gdy propagandysta próbuje zmienić jakość, wiarygodność lub wiarę w określony ideał.
Z kolei dysfemizm jest wyrażeniem o negatywnej konotacji. To zastąpienie przyzwoitego, oględnego, obojętnego słowa (wyrażenia) drażliwym, dosadnym, nieprzyzwoitym wyrażeniem. Dysfemizm stosuje się, gdy celem propagandy jest zdyskredytowanie, obniżenie postrzeganej jakości lub atak na wizerunek publiczny jednostki To przeciwieństwo eufemizmu.
Etykietowanie
Tworząc „etykietę”, „kategorię” lub „frakcję” populacji, o wiele łatwiej jest podać przykład tych większych konceptów, ponieważ mogą one wydźwignąć lub zniesławić jednostkę bez faktycznego zniesławienia. Etykietowanie można traktować jako podzbiór reductio ad Hitlerum.
Euforia
Wykorzystanie zdarzenia, które generuje euforię lub szczęście, lub użycie atrakcyjnego wydarzenia w celu zwiększenia morale. Euforię można stworzyć, ogłaszając święto, udostępniając luksusowe przedmioty lub organizując paradę wojskową z orkiestrami marszowymi i przesłaniami patriotycznymi.
Fałszywe oskarżenia
Mogą występować w dowolnym z następujących kontekstów:
-  Nieformalne zastosowanie w życiu codziennym.
-  Quasi-sądowe fałszywe oskarżenia
-  Sądowe fałszywe oskarżenia

FUD (ang. fear, uncertainty, doubt) lub strach, niepewność i wątpliwości
To próba wpłynięcia na postrzeganie społeczne poprzez rozpowszechnianie negatywnych i wątpliwych / fałszywych informacji mających na celu podważenie wiarygodności ich przekonań.
Galop Gisha
W trakcie debaty bombardowanie przeciwnika politycznego nieznośnymi złożonymi pytaniami i argumentami – niezależnie od ich prawdziwości – tak, żeby stworzyć wrażenie, że przeciwnik nie wie o czym mówi. Termin został wymyślony przez Eugenie C. Scott i nazwany na cześć kreacjonisty Duane T. Gisha, który często używał tej techniki argumentując przeciwko ewolucji.
Gaslighting
Używanie uporczywego zaprzeczania, sprzeczności i kłamstwa, aby zasiać ziarno wątpliwości u docelowej osoby lub grupy, mając nadzieję, że sprawi to, że zakwestionują oni własną pamięć, postrzeganie, zdrowie psychiczne i normy.
Hiperbola
Nazywana również przesadą. Występuje, gdy najbardziej podstawowe aspekty stwierdzenia są prawdziwe, ale tylko w pewnym stopniu. Jest to również postrzegane jako „rozciąganie prawdy” lub sprawianie, by coś wydawało się silniejsze, bardziej znaczące lub bardziej rzeczywiste niż w rzeczywistości. Mówienie, że osoba zjadła 20 sajgonek na imprezie, kiedy faktycznie zjadła 7 lub 8, byłoby uważane za przesadę.
Ideograf
Są to słowa w systemie wartości docelowych odbiorców, które dają pozytywny obraz, gdy są przywiązane do osoby lub problemu. Pokój, nadzieja, szczęście, bezpieczeństwo, mądre przywództwo, wolność, „Prawda” itp. są przykładami takich słów.
Ignoratio elenchi
Przedstawienie danych lub problemów, które choć przekonujące, nie mają znaczenia dla omawianego argumentu, a następnie twierdzenie, że uzasadnia on argument.
Ramkowanie
Ramkowanie to konstrukcja zjawiska społecznego często dokonywana przez środki masowego przekazu, ruchy polityczne lub społeczne, przywódców politycznych lub innych organizacji i aktorów politycznych. Jest to nieunikniony proces selektywnego wpływu na postrzeganie przez człowieka znaczeń przypisywanych słowom lub frazom.
Kłamstwo oraz oszustwo
Mogą być podstawą wielu technik propagandowych, w tym argumentów ad hominem, techniki dużego kłamstwa, zniesławienia, techniki drzwi w twarz, półprawdy czy przezywania lub innej techniki opartej na nieuczciwości lub oszustwie. Na przykład wielu polityków często można było przyłapać na manipulowaniu prawdą.
Kontrola środowiska
Próba kontrolowania środowiska społecznego i pomysłów za pomocą presji społecznej.
Kult osobowości
Kult osobowości powstaje, gdy jednostka wykorzystuje środki masowego przekazu, aby stworzyć wyidealizowany i heroiczny wizerunek publiczny, często poprzez niekwestionowane pochlebstwa i pochwały. Postać ta opowiada się następnie za pozycjami, które propagandysta chce promować. Na przykład współcześni propagandziści zatrudniają popularne osobistości, aby promować swoje pomysły lub produkty.
Manipulacja językowa
Określone słowa i wyrażenia o silnych implikacjach emocjonalnych służą do wywierania wpływu na odbiorców, na przykład przy użyciu słowa reformy zamiast bardziej neutralnych słów, takich jak zmiany.
Minimalizacja
Minimalizacja jest przeciwieństwem przesady. Jest to rodzaj oszustwa obejmującego zaprzeczanie w połączeniu z racjonalizacją w sytuacjach, w których całkowite zaprzeczenie jest niewiarygodne.
Nadmierne uproszczenie
Korzystne uproszczenia służą do udzielania prostych odpowiedzi na złożone problemy społeczne, polityczne, gospodarcze lub wojskowe.
Nagonka
Nagonka to próba zniszczenia lub podważenia czyjejś reputacji poprzez propagowanie negatywnej propagandy. Może być stosowany do osób lub grup.
Nieuniknione zwycięstwo
Skierowany do tych, którzy nie są jeszcze przekonani, aby dołączyli do tych, którzy już są na drodze do „pewnego zwycięstwa”. Do tej grupy należą ci, którzy są już pewni, że pozostanie w tej grupie jest najlepszym sposobem działania oraz ci, którzy przynajmniej częściowo do niej przynależą. (Przykładowo „Debata się zakończyła. Prawie każdy, kto się liczy, zgadza się ze mną”).
Pensée unique (fr. pojedyncza myśl)
Wymuszone ograniczenie dyskusji za pomocą zbyt uproszczonych zwrotów lub argumentów (np. „Nie ma alternatywy dla wojny”).
Piękni ludzie
Rodzaj propagandy, która wykorzystuje wizerunki sławnych ludzi lub przedstawia atrakcyjnych, szczęśliwych ludzi. Ta technika sugeruje, że jeśli ludzie kupią produkt lub postąpią zgodnie z określoną ideologią, również będą szczęśliwi lub odniosą sukcesy. Wykorzystywane zwykle do celów reklamowych, a nie politycznych.
Ten rodzaj techniki wykorzystuje podniecenie seksualne. Przykładowo komunikat promujący markę motocykli wśród docelowych odbiorców może również obejmować atrakcyjne seksualnie kobiety w bikini, by poprzez ukierunkowanie na pragnienia seksualne produkt był bardziej atrakcyjny dla odbiorców. Jednakże niektóre dowody sugerują, że zastosowanie seksualnego odwołania w technikach sprzedaży produktu może się nie powieść, ponieważ docelowi odbiorcy mogą zbytnio skupić się na atrakcyjnych seksualnie osobach w reklamie, a nie na samym produkcie.
Powtórzenia
Jest to powtarzanie określonego symbolu lub hasła, tak aby publiczność je zapamiętała. Może to mieć postać dźwięku lub obrazu umieszczonego na prawie wszystkich elementach obrazu czy sceny. Obejmuje to również stosowanie podprogowych zwrotów, obrazów lub innych treści w propagandzie.
Półprawda
Półprawda to zwodnicze stwierdzenie, które zawiera pewien element prawdy. Występuje w kilku formach: stwierdzenie może być częściowo prawdziwe, stwierdzenie może być całkowicie prawdziwe, ale jest tylko częścią całej prawdy; lub może zawierać pewne oszukańcze elementy, takie jak niewłaściwa interpunkcja lub podwójne znaczenie, szczególnie jeśli jej celem jest oszukiwanie, unikanie, obwinianie lub fałszywe przedstawianie prawdy.
Przeciążenie informacyjne
„Przeciążenie informacyjne może mieć taki sam skutek jak zachowanie tajemnicy, a już na pewno dziś w przypadku demokracji, w krótkim okresie może być uznane za bardziej skuteczne.”. „Gdy nastąpi przeciążenie informacji, prawdopodobne jest, że nastąpi obniżenie jakości decyzji”. „Nadmiar informacji generowanych przez nowoczesną technologię [...] grozi, że odbiorniki staną się pasywne. Przeciążenie powoduje odłączenie”.

Przezywanie to najniższy poziom w hierarchii nieporozumień Grahama

Przezywanie i wyzywanie
Propagandziści używają techniki przezywania i wyzywania, aby wzbudzać lęki i budzić uprzedzenia u swoich odbiorców. Przezwiska powodują, że słuchacze konstruują negatywną opinię na temat grupy lub zestawu przekonań lub idei, które propagandysta chce, by słuchacze potępili. Metoda ma na celu nasunięcie wniosków w danej sprawie mimo bezstronnego badania faktów. Przezywanie i wyzywanie zastępuje zatem racjonalne, oparte na faktach argumenty przeciwko idei lub przekonaniom opartym na ich własnych zaletach.
Ta technika jest najniższym poziomem w hierarchii nieporozumień Grahama.
Racjonalizacja
Osoby lub grupy mogą stosować sprzyjające uogólnienia w celu racjonalizacji wątpliwych działań lub przekonań. Często używa się niejasnych i przyjemnych zwrotów w celu uzasadnienia takich działań lub przekonań.
Reductio ad Hitlerum
Technikę tę stosuje się, aby przekonać odbiorców docelowych do odrzucenia działania lub pomysłu, sugerując, że pomysł jest popularny wśród grup nienawidzonych, budzących lęk lub pogardzanych przez odbiorców docelowych. Zatem jeśli grupa, która popiera określoną politykę, wierzy, że niepożądane, wywrotowe lub godne pogardy osoby popierają tę samą politykę, członkowie grupy mogą zdecydować o zmianie pierwotnego stanowiska. Jest to forma złej logiki, w której mówi się, że A obejmuje X, a B zawiera X, dlatego A = B.
Referencja
Ten typ działania to poświadczenie komunikatów propagandowych przez szanowaną osobę lub władzę. Referencje (ang. testimonial) to cytaty w kontekście lub poza nim, szczególnie często cytowane w celu poparcia lub odrzucenia danej polityki, działania, programu lub osobowości. Wykorzystywana jest reputacja lub rola osoby (eksperta, szanowanej osoby publicznej itp.) wydającej oświadczenie. Odbywa się to w celu sprawienia, ażeby docelowi odbiorcy utożsamili się z autorytetem lub zaakceptowali jego opinie i przekonania jako własne.
Selektywna prawda
Richard Crossman, brytyjski zastępca dyrektora Wydziału Wojny Psychologicznej (PWD) dla Naczelnego Dowództwa Alianckich Sił Ekspedycyjnych (SHAEF) podczas II wojny światowej powiedział: „W propagandzie prawda się opłaca. To całkowite złudzenie myśleć o genialnym propagandziście jako o profesjonalnym kłamcy. Genialny propagandysta to człowiek, który mówi prawdę lub ten wybór prawdy niezbędny do jego celu i mówi ją w taki sposób, że odbiorca nie myśli, że otrzymuje jakąkolwiek propagandę [...] Sztuka propagandy nie polega na kłamaniu, ale raczej na wybieraniu wymaganej prawdy i mieszaniu jej z niektórymi prawdami, które odbiorca chce usłyszeć”.

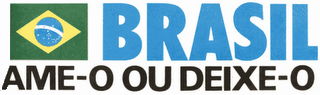
Nacjonalistyczne hasło „Brazylia, kochaj albo zostaw”, często używane podczas brazylijskiej dyktatury wojskowej (1964–1985)

Slogany
Slogan to krótkie, mocne zdanie, które może obejmować etykietowanie i stereotypy. Chociaż slogany mogą być stworzone w celu poparcia uzasadnionych pomysłów, w praktyce mają tendencję do działania wyłącznie jako odwołania emocjonalne. Przeciwnicy amerykańskiej inwazji i okupacji Iraku używają hasła „krew za ropę”, aby zasugerować, że inwazja i jej ludzkie straty zostały dokonane w celu uzyskania dostępu do bogactwa naftowego Iraku. Z drugiej strony zwolennicy interwencji amerykańskiej twierdzą, że USA powinny kontynuować walkę w Iraku, używają hasła „bierz nogi za pas”, aby zasugerować, że wycofanie jest tchórzliwe lub słabe. Podobnie nazwy kampanii wojskowych, takie jak „trwała wolność” lub „słuszna przyczyna”, mogą być również uważane za hasła, które mają na celu wywierać wpływ na ludzi.
Sofizmat rozszerzenia
Nazywany również chochołem, atakowaniem chochoła i wznoszeniem chochoła. To nieformalny błąd oparty na fałszywym przedstawieniu pozycji przeciwnika. Polega na tym, że stosujący go sprawia wrażenie obalenia argumentów przeciwnika poprzez obalenie argumentu, który nie został przedstawiony przez tego przeciwnika. Typowy chochoł stwarza iluzję całkowitego odrzucenia lub pokonania twierdzenia przeciwnika przez ukryte zastąpienie go inną propozycją („wznoszenie chochoła”), a następnie obalenie tego fałszywego argumentu („atakowanie chochoła”) zamiast propozycji przeciwnika.
Stereotypowanie
Ta technika próbuje wzbudzić uprzedzenia wśród odbiorców, oznaczając obiekt kampanii propagandowej jako coś, czego odbiorcy powinni się obawiać, nienawidzić lub uważać za niepożądane. Na przykład raportowanie na temat obcego kraju lub grupy społecznej może koncentrować się na stereotypowych cechach, których oczekuje czytelnik, mimo że dalekie są one od reprezentatywności dla całego kraju lub grupy; takie raportowanie często koncentruje się na anegdotach. W propagandzie graficznej, w tym plakatach wojennych, może obejmować to przedstawianie wrogów ze stereotypowymi cechami rasowymi.
Technika retoryki ‘cliché’
Powszechnie używane wyrażenie, czasem postrzegane jako ludowa mądrość. Służy do stłumienia dysonansu poznawczego.
Technika czerni i bieli
Przedstawienie tylko dwóch opcji, przy czym produkt lub pomysł jest propagowany jako lepszy wybór (np. „Jesteś z nami lub przeciwko nam…”).
Technika drzwi zatrzaśniętych przed nosem
Służy do zwiększenia poziomu akceptacji osoby. Na przykład jeśli sprzedawca chce sprzedać przedmiot za 100 zł, ale społeczeństwo chce zapłacić tylko 50 zł, sprzedawca najpierw oferuje przedmiot po wyższej cenie (np. 200 zł), a następnie obniża cenę do 100 zł, aby wyglądało to na dobry interes.
Technika kozła ofiarnego
Przypisywanie winy osobie lub grupie, a tym samym łagodzenie poczucia winy ze strony odpowiedzialnych stron lub odwracanie uwagi od potrzeby naprawienia problemu.
Technika machania flagą
Próba uzasadnienia działania, której głównym argumentem jest to, że dana akcja uczyni coś jeszcze bardziej patriotycznym albo w jakiś sposób przyniesie korzyść grupie, krajowi lub idei. Poczucie patriotyzmu, które ta technika próbuje zainspirować, niekoniecznie musi osłabić lub całkowicie pominąć zdolność do racjonalnego zbadania danej kwestii.
Technika niepotwierdzonego założenia
Technikę tę stosuje się, gdy koncepcja propagandy wydaje się mniej wiarygodna, jeśli zostanie wyraźnie stwierdzona. Zamiast tego koncepcja jest wielokrotnie zakładana lub sugerowana.
Technika transferu
Znana również jako asocjacja. Jest to technika rzutowania pozytywnych lub negatywnych cech osoby, bytu, przedmiotu lub wartości na drugą osobę, tak aby uczynić ją bardziej akceptowalną – lub wręcz odwrotnie, zdyskredytować. Wywołuje reakcję emocjonalną, która stymuluje cel do identyfikacji z uznanymi autorytetami. Ta technika, często bardzo wizualna, wykorzystuje symbole (na przykład swastyki używanej w nazistowskich Niemczech, pierwotnie symbol zdrowia i dobrobytu) nakładane na inne obrazy wizualne.
Technika stopa w drzwiach
Często używane przez rekruterów i sprzedawców. Przykładowo, sprzedawca podchodzi do potencjalnego klienta i przypina kwiat lub daje mu mały prezent. Potencjalny klient dziękuje, ale jednocześnie zaciąga psychologiczny dług wobec sprzedawcy. Sprzedawca ostatecznie prosi o większą przysługę (np. darowiznę lub zakup czegoś znacznie droższego). Niepisana umowa społeczna między sprzedawcą a potencjalnym klientem powoduje, że ten drugi czuje się zobowiązany do odwzajemnienia się, zgadzając się na większą przysługę lub zakup droższego prezentu.
Technika strony trzeciej
Jest to strategia marketingowa powszechnie stosowana przez firmy PR, polegająca na umieszczeniu z góry zaplanowanej wiadomości w „ustach mediów”. Zakłada, że ludzie są bardziej skłonni przyjąć argument z pozornie niezależnego źródła informacji niż od osoby, która ma udział w jego wyniku. Technika strony trzeciej może przybierać różne formy, od zatrudniania dziennikarzy do opisywania organizacji w korzystnym świetle, po wykorzystywanie naukowców do przedstawiania opinii publicznej ich potencjalnie szkodliwych wyników. Często grupy astroturfowe (pozornie oddolne) lub grupy frontowe są wykorzystywane do dostarczenia takich wiadomości.
Technika węża pożarowego
Technika propagandowa, w której duża liczba wiadomości jest nadawana szybko, powtarzalnie i nieprzerwanie przez wiele kanałów (takich jak wiadomości i media społecznościowe) bez względu na prawdę i spójność. Skutecznie wykorzystana przez Rosję po aneksji Krymu w 2014 roku.
Technika wielkiego kłamstwa
Podobnie jak w argumentum ad nauseam wielokrotne artykułowanie kompleksu zdarzeń, uzasadniające podejmowane działania. To wyrażenie zostało ukute przez Adolfa Hitlera, kiedy podyktował swoją książkę Mein Kampf z 1925 roku i wydedukował, że użycie kłamstwa tak kolosalnego sprawi, że nikt nie uwierzy, że ktoś „mógłby mieć zuchwałość tak wielką, żeby tak zniekształcić prawdę”. Opisy tych wydarzeń zawierają elementy prawdy, uogólnienia „wielkiego kłamstwa” i łączą się, by ostatecznie wyprzeć dokładne postrzeganie wydarzeń przez społeczeństwo.
Technika zasięgu akceptacji
Jeśli przesłanie danej osoby jest poza granicami akceptacji dla jednostki i grupy, większość technik wywoła reakcję psychologiczną (samo słuchanie argumentu sprawi, że wiadomość będzie jeszcze mniej akceptowalna). Istnieją dwie techniki zwiększania granic akceptacji. Po pierwsze, można przyjąć jeszcze bardziej ekstremalną pozycję, która sprawi, że bardziej umiarkowane pozycje będą wydawać się bardziej akceptowalne. Jest to podobne do techniki drzwi w twarz. Alternatywnie można moderować własną pozycję do granicy szerokości akceptacji, a następnie powoli przesuwać się do poprzednio utrzymywanej pozycji.
Technika zwykłego człowieka
Podejście „zwykłego człowieka” próbuje przekonać odbiorców, że stanowiska propagandystów odzwierciedlają zdrowy rozsądek ludzi. Komunikat jest tak zaprojektowany, aby zdobyć zaufanie odbiorców, wykorzystując styl komunikacji odbiorców docelowych. Propagandziści używają zwykłego języka i manieryzmu, ubierając swoje przesłanie w komunikację bezpośrednią i audiowizualną, a równocześnie próbując utożsamić swój punkt widzenia z poglądem przeciętnego człowieka. Typowym przykładem tego rodzaju propagandy jest postać polityczna, zwykle ubiegająca się o elekcję, na podwórku lub w sklepie, wykonująca codzienne czynności. Ten obraz przemawia do zwykłego człowieka. Za pomocą mechanizmu zwykłego człowieka propagandysta może zdobyć zaufanie osób, które nie ufają obcym oraz intelektualnym komunikatom, słowom i manieryzmom.
Tu quoque
Sofizmat stosowany w dyskusjach, polegający na odpieraniu krytyki poprzez wskazanie, że w danej kwestii dyskutant sam nie jest bez winy. Stanowi zabieg erystyczny, ponieważ nie polega na odnoszeniu się do istoty zarzutu, a do osoby dyskutanta (argumentum ad personam). Tu quoque po łacinie oznacza „ty też”. Przykładem argumentacji tu quoque jest stosowanie powiedzenia przyganiał kocioł garnkowi, a sam smoli. W kontekście propagandy jest to założenie, które próbuje zdyskredytować pozycję przeciwnika, oskarżając go o hipokryzję bez bezpośredniego obalenia ich argumentów, co jest szczególnie związane z propagandą sowiecką i rosyjską. Gdy w Związku Radzieckim pojawiła się krytyka, odpowiedzią sowiecką była „A co z...”, a następnie zaprezentowane wydarzenie w świecie zachodnim. Zobacz też: A u was Murzynów biją!
Upiększone ogólniki
To emocjonalnie atrakcyjne słowa, które odnoszą się do produktu lub pomysłu, ale nie przedstawiają żadnych konkretnych argumentów ani analiz. Technikę tę nazywano również efektem PT Barnuma (np. hasło kampanii reklamowej „Ford ma lepszy pomysł!”).
Warunkowanie instrumentalne
Polega na uczeniu się przez naśladowanie. Na przykład oglądanie atrakcyjnej osoby kupującej produkty lub popierającej daną pozycję, uczy jednostkę kupowania produktu lub poparcia politycznej pozycji. Warunkowania instrumentalne są podstawową zasadą reklamy, ad nauseam, sloganów i innych powtarzalnych kampanii public relations.
Warunkowanie klasyczne
Wszystkie kręgowce, w tym ludzie, reagują na warunkowanie klasyczne. Oznacza to, że jeśli A jest zawsze obecny, gdy B jest obecny, a B powoduje reakcję fizyczną (np. obrzydzenie, przyjemność), to gdy zostanie przedstawiony obiektowi A pod nieobecność B, nastąpi taka sama reakcja.
Wykorzystanie uprzedzeń
Używanie naładowanych emocjonalnie terminów do przypisywania wartości lub moralności do uwiarygodnienia komunikatu.
Zarządzanie wiadomościami
Według Adolfa Hitlera „najbardziej błyskotliwa technika propagandowa nie odniesie sukcesu, chyba że stale będzie pamiętana jedna podstawowa zasada – musi ona ograniczać się do kilku punktów i powtarzać się w kółko”. Ta idea jest zgodne z zasadą uwarunkowania klasycznego, a także ideą „pozostawania na bieżąco”.